# Полляк, Марк Васильевич
Марк Васильевич Полляк (1912, Двинск – 20 июня 1938, Москва) – переводчик, старший референт международного отдела Всесоюзного комитета по делам физической культуры и спорта, один из основателей регби в СССР.

## Биография
Родился в 1912 году в Двинске Витебской губернии в еврейской семье. Отец, Василий Соломонович Полляк (1886–1931), после революции работал в Нефтяном синдикате СССР, сначала представителем во Франции, затем членом центрального правления в Москве. В сентябре 1929 года он был арестован, а 25 марта 1931 года приговорен к высшей мере наказания и расстрелян «по делу контрреволюционной шпионско-вредительской организации в нефтяной промышленности СССР».
Марк Полляк работал в Москве гидом-переводчиком «Интуриста», затем в международном отделе Всесоюзного совета физической культуры при ЦИК СССР. Свободно владея с детства французским языком, выступал в качестве переводчика и сопровождающего для многих известных французских спортсменов, приезжавших в СССР, в частности, для теннисиста Анри Коше, боксера Марселя Тиля, легкоатлета Жюля Лядумега.
В Москве жил вместе с матерью Евгенией Соломоновной и сестрой Лилит по адресу: Софийская набережная, д. 26/1, кв. 240.

### Создание секции регби
В 1935 году по инициативе энтузиастов в СССР были созданы первые секции регби при комитетах спорта – сначала московском (председатель Жан Но), потом всесоюзном (председатель Евсей Черняк). В состав обеих секций был включен Марк Полляк, причем во всесоюзной он исполнял обязанности начальника до назначения Черняка. 30 апреля 1935 года вместе с Жаном Но был судьей первого блиц-турнира по регби на стадионе химиков в Москве.
В 1937 году подготовил положение о Кубке СССР по регби, был назначен главным судьей Кубка, выступал с докладом об истории регби на первом учебно-тренировочном сборе тренеров. По итогам сбора был назначен председателем секции регби ВСФК вместо арестованного Евсея Черняка. Неоднократно публиковал в газете «Красный спорт» и журнале «Физкультура и спорт» статьи, популяризующие регби в стране.

### Турне сборной Басконии по СССР
Как и. о. начальника иностранного отдела ВСФК был сопровождающим в 1937 году делегации басков в турне по стране. В Ленинграде стал свидетелем попытки напоить баскских футболистов перед ответственной игрой с советской командой:
В день приезда в Ленинград баскской футбольной команды ко мне, как к представителю Всесоюзного комитета по делам физкультуры и спорта, подошли председатель комитета по делам физкультуры и спорта Ленинграда Тумченок, секретарь Горкома комсомола Ленинграда Уткин и, отведя меня в сторону, заявили мне, что они получили указание из Москвы от Харченко и Косарева относительно устройства перед матчем, который должен был происходить на следующий день, банкета с приглашением женщин. Целевая установка этого банкета была напоить испанцев "до риз".
Однако, Полляк отказался подпаивать басков, несмотря на давление со стороны начальства и угрозы исключения из комсомола:
Возмущенный всем этим, я заявил [...], что ухожу с банкета и [...] отказываюсь от работы с баскской делегацией, потому что считаю, что моя совесть советского гражданина и комсомольца не позволяет мне дальше поддерживать и являться проводником абсолютно, по-моему, неверной тактики и политической установки по отношению к дружественным нам представителям героической Басконии, прибывшим к нам с фронта боев, где защищается дело всего прогрессивного человечества.
Однако наказания не последовало, и Полляк продолжил свой путь с командой по СССР. На торжественном открытии матча в Тбилиси он переводил прямо на поле стадиона во время церемонии.

### Арест и приговор
Марк Полляк был арестован 14 марта 1938 года 8 отделением 3 управления НКВД по обвинению в шпионаже и участии в антисоветской террористической группе (ст.58-6, 58-8, 58-11). В вину ему ставилась подготовка покушения на Сталина и передача секретных сведений «агентам французской разведки», в частности писателю Андре Мальро (протокол допроса от 3 апреля 1938 года).
20 июня 1938 года на судебном заседании выездной сессии Военной коллегии Верховного суда СССР под председательством дивизионного военного юриста Орлова был признан виновным и приговорен к высшей мере наказания.
Полляк состоял в антисоветской террористической группе, ставившей целью совершение террористических актов против руководителей ВКП/б/ и Советского правительства. Вместе с тем он – Полляк с 1937 года являлся агентом французской разведки и по своей шпионской деятельности был связан с агентом указанной разведки Жан Но, Мальро и Шампенуа, которым передал шпионские сведения.
На суде виновным себя не признал.
Приговор был приведен в исполнение в тот же день.
Реабилитирован Военной коллегией Верховного суда СССР 25 июля 1956 г.